# أوت لاست 2
أوت لاست 2 (بالإنجليزية: Outlast II)‏ هي لعبة فيديو إلكترونية من نوع رعب البقاء من تطوير ونشر ريد بارلز. أوت لاست 2 هي تتمة لعبة أوت لاست التي صدرت عام 2013، صدرت في الاسواق في شهر أبريل 2017، وتدور قصتها حول الصحفي بليك لانغرمان وزوجته لين اللذان يجولان صحراء أريزونا بحثًا في قضية مقتل امرأةٍ حامل اسمها جين دو، خلال بحثهما يتعرضان لحادث مروحية ينفصلان على إثره ويبدأ بليك بالبحث عن زوجته متنقلًا في قرية تسكنها طائفة تؤمن بأن نهاية العالم وشيكة.
صدرت اللعبة رسمياً في 25 أبريل 2017 لمايكروسوفت ويندوز و‌البلاي ستيشن 4 و‌الإكس بوكس ون. وتم إصدار نسخة نينتندو سويتش في 27 مارس 2018 على متجر نينتندو إي شوب.
قوبلت اللعبة باستقبال مختلط إلى إيجابي عند الإصدار، مع الثناء على الرسومات وتصميم الصوت وجو اللعبة، تم تخصيص إلانتقادات للقصة العامة وتصميم أسلوب اللعب الحساس للسياق ومقدار الدماء والصعوبة.
تم تعيين الإصدار الثالث في السلسلة بعنوان ذا أوت لاست ترايلز في عام 2021.

## طريقة اللعب
أوت لاست هي لعبة نمط رعب البقاء من نوع منظور شخص أول، ومثل سابقاتها أوت لاست وأوت لاست: المنذر، كما أنها حملة للاعب الفردي، تدور أحداث اللعبة شمال أريزونا. تستمر اللعبة في خصائص اللقطات التي تم العثور عليها من اللعبة الأولى. ويتحكم اللاعب في الصحفي الاستقصائي بليك لانجرمان، الذي يحقق في منطقة ريفية متداعية في سوباي، بالقرب من الحافة الغربية لهضبة كولورادو.
لا يستطيع لانجرمان القتال إلا في المشاهد المكتوبة، ولكن يجب عليه الهرب والاختباء من العديد من الأعضاء المعادين في بوابة المعبد، كما يمكن للاعب الانحناء والركض والقفز والمشي والانزلاق والتسلق مثل اللعبة الأولى ويمكنه الاختباء في الخزانات والبراميل وخزائن الملابس والأسرّة وبرك المياه والعشب الطويل وحقول الذرة وداخل المنازل، ولديه مقياس قدرة محدود على التحمل ويجب على اللاعب إدارة المدة التي يركض فيها، خشية أن يصبح مرهقًا ويتحرك ببطء أكثر.
لا يمتلك لانجرمان سوى كاميرا فيديو تتمتع بقدرات رؤية ليلية، على الرغم من أن بطاريات كاميرا الفيديو يتم استنزافها أيضًا عند استخدام الرؤية الليلية. مقارنة باللعبة الأولى، فإن مكانة لانجرمان كمصور تعني أنه يحمل كاميرا أكثر تقدمًا، واحدة بها لقطات أوضح، وتقريب وميكروفون حساس يمكن استخدامه لاكتشاف خطى بعيدة وضوضاء أخرى، واللاعب مجهز بنظام جرد يعرض كمية اللقطات المسجلة بالكاميرا والعناصر التي يحملها، تنتشر البطاريات الاحتياطية المناسبة لكاميرا الفيديو والأدوات الطبية للشفاء في جميع أنحاء اللعبة.

## التطوير
بعد الإصدار والتطوير الناجح لـ أوت لاست، أكدت ريد بارلز تطوير أوت لاست 2 في 23 أكتوبر 2014. وأفادت أيضًا أن الشخصيات والإعداد سيكون مختلفًا كثيرًا عن الأول، حيث لن يعود اللاعبون إلى ماونت ماسيف في التتمة. في إحدى المقابلات، صرح المؤسس المشارك فيليب مورين قائلاً: «نريد حقًا الاستمرار في تحسين حرفتنا، لكن في النهاية سنتعامل مع الأمور بنفس الطريقة».
في 28 تشرين الأول (أكتوبر)، على حسابي ريد بارلز على فيسبوك وتويتر، ظهرت إحدى المشاركات على لوحة إعلانات مع وثائق منشورة تقول، «مصنف»، وكلمة «غدًا» عبر الصورة. في اليوم التالي، تم إصدار المقطع الدعائي للعبة على حسابهم على يتيوب. وفي 26 يناير 2016، عندما سئلت عن إمكانية إطلاق إصدارها التالي في وقت واحد وطلب مسبق، ردت شركة ريد بارلز أنه قد يكون ذلك ممكنًا ولكن لم تكن متأكدًا تمامًا. تمت مقابلة مورين حول اللعبة، حيث ذكر أنها استندت إلى حد كبير على مذبحة جونس تاون عام 1978. في 4 أبريل، تم إطلاق شريط فيديو بعنوان «يهوذا 1: 14-15» بواسطة ريد بارلز، يحتوي الفيديو على صليب القديس بطرس عبر خلفية من السحب، مع رسالة صوتية مشؤومة مقنعة. تقرأ الرسالة عند تشغيلها في الاتجاه المعاكس:
الأطفال، يا محبي الله والمدافعين عن جنته المسجلين - كل سنوات معاناتنا تجتمع الآن في يوم السلام المجيد هذا... السلام! حتى في لسان الرومان الفاسد والقذر، في المدينة البيوريتانية.. في الشهر الرابع واليوم الثاني والعشرين من السنة السادسة عشرة من الألفية الثالثة يبدأ حسابنا.الخروف ذو العينين العنكبوتية ينتظر دعامة الزانية المتعطشة لهذا العالم! جهزوا سكاكينكم، لأن الأرض الطيبة تعطش إلى الدم، وعلينا، مثل الملائكة، ألا نرحم. الله يحبك.
في 26 أغسطس، أعلن صموئيل لافلام، الملحن الأصلي لـ أوت لاست، رسميًا عن عودته لتأليف الموسيقى التصويرية للعبة، بالإضافة إلى الفيلم القادم. إمكانية دعابة أخرى. على عكس اللعبة السابقة، لا تحتوي أوت لاست 2 على أي محتوى قابل للتنزيل. صرح المطور، «بينما تم تصميم أول أوت لاست مع وضع فكرة DLC في الاعتبار، لم يكن هذا هو الحال بالنسبة لـ أوت لاست 2. لقد درسنا العديد من الخيارات، ولكن لم يشعر أي منها بأنه مناسب لـ DLC. تم إنشاء أوت لاست 2 لتجعلك تشعر وكأنك فأر في متاهة، دون أي معرفة بما هو خارج المتاهة».

## التسجيل الصوتي
تم إصدار المقطع الصوتي للعبة، من تأليف صموئيل لافلام، في 25 أبريل 2017، ويحتوي الألبوم على 14 مسارًا أصليًا من تأليف لافلام، بالإضافة إلى مقتطفات من Ave verum corpus (ترنيمة إفخارستية قصيرة، يعود تاريخها إلى القرن الثالث عشر) من تأليف موزارت على المسار 14 «لم تدعني أذهب أبدًا». على النقيض من اللعبة الأصلية، فإن الموسيقى التصويرية لـ أوت لاست، والتي تركز على ترتيبات الأوركسترا، ركز لافلام على استخدام الآلات مثل القيثارات والجهير وآلات الإيقاع والآلات التي صنعها هو وفريقه بنفسه، يقوم لافلام بعد ذلك بتعديل هذه الأصوات من خلال عملية تسمى معالجة الإشارة.
من أجل تحقيق الأصوات المرغوبة للعبة دون استخدام أوركسترا، ابتكر لافلام أداة تتكون من سلسلة معدنية متصلة بقطعة من الخشب. ثم استخدم هذه الأداة باعتبارها «تتناسب حقًا مع النتيجة الإجمالية». الموسيقى التصويرية متاحة على جميع منصات البث، وتم إصدارها في الربع الأول من عام 2019 كمجموعة مزدوجة LP فينيل تتميز بموسيقى اللعبة الأولى والثانية، على التوالي على ضغوط فينيل توهج في الظلام وترشيش أسود. كل حرف كبير من قائمة الأغاني يتهجى كلمة «فداء»، ويتألف الألبوم من 14 مسارًا في المجموع.

## الإصدار
تم توفير اللعبة رقميًا في 25 أبريل 2017 لأنظمة مايكروسوفت ويندوز وو‌البلاي ستيشن 4 و‌الإكس بوكس ون، إلى جانب الإطلاق الرقمي، تم إصدار أوت لاست ترينيتي أيضًا مجموعة مادية من سلسلة أوت لاست. تم تحديد اللعبة في الأصل لإصدار خريف 2016 كما هو مذكور في المقطع الدعائي، ومع ذلك، في 1 أغسطس، أعلنت الشركة أن إصدار اللعبة سيتم تأجيله حتى الربع الأول من عام 2017.
قبل شهر تقريبًا من الإصدار، رفض مجلس التصنيف الأسترالي منح أوت لاست 2 تصنيف "R18 +"، وهو أقصى ما يمكن أن يمنحه لألعاب الفيديو، مشيرًا إلى أن اللعبة تصور «عنفًا جنسيًا»؛ بدون تصنيف، لا يمكن بيع اللعبة في المتاجر الأسترالية. في النهاية، بعد بضعة أيام، عكست اللجنة قرارها دون أي تعديلات على اللعبة وصنفت اللعبة على أنها "R18 +"، مما سمح في النهاية ببيعها.
نظرًا لردود الفعل من اللاعبين والنقاد على حد سواء، أصدرت الشركة تحديثًا في مارس 2018 مع وضع صعوبة جديد يسمى "Story Mode"، وضع الصعوبة يقلل من عدد الأعداء بالإضافة إلى سرعتهم وأضرارهم وإدراكهم، لا يزال من الممكن أن يموت اللاعبون في اللعبة ولكن «وضع القصة» يتيح لهم مزيدًا من الوقت لاستكشاف البيئات والاندماج في القصة، أعيد التحديث أيضًا بعض المحتوى الذي تمت إزالته في البداية للحصول على تصنيف M بدلاً من تصنيف للبالغين فقط.

## الإستقبال
| استقبال |                                                |
| --- | ---------------------------------------------- |
| مجموع النقاط المجموع نقاط ميتاكريتيك PC: 75/100 [ 22 ] PS4: 68/100 [ 23 ] XONE: 77/100 [ 24 ] NS: 79/100 [ 25 ] نتائج المراجعة نشرة نقاط دستركتويد 8/10 [ 26 ] غيم إنفورمر 7.75/10 [ 27 ] غيم ريفولوشن [ 28 ] غيم سبوت 7/10 [ 29 ] غيمز رادار [ 30 ] آي جي إن 8.3/10 [ 31 ] بي سي غيمر (الولايات المتحدة) 85/100 [ 32 ] بوليغون 7.5/10 [ 33 ] فيديو غيمر.كوم 6/10 [ 34 ] |                                                |
| مجموع النقاط |                                                |
| المجموع | نقاط                                           |
| ميتاكريتيك | PC: 75/100 PS4: 68/100 XONE: 77/100 NS: 79/100 |
| نتائج المراجعة |                                                |
| نشرة | نقاط                                           |
| دستركتويد | 8/10                                           |
| غيم إنفورمر | 7.75/10                                        |
| غيم ريفولوشن | [ 28 ]                                         |
| غيم سبوت | 7/10                                           |
| غيمز رادار | [ 30 ]                                         |
| آي جي إن | 8.3/10                                         |
| بي سي غيمر (الولايات المتحدة) | 85/100                                         |
| بوليغون | 7.5/10                                         |
| فيديو غيمر.كوم | 6/10                                           |

تلقت أوت لاست 2 مراجعات «مواتية بشكل عام»، وفقًا لمجمع مراجعة ألعاب الفيديو ميتاكريتيك. وتم ترشيح اللعبة لـ «استخدام الصوت، الامتياز» في حفل توزيع جوائز الأكاديمية الوطنية لمراجعي تجارة ألعاب الفيديو.

## السلسلة

### البادئة
ذا أوت لاست ترايلز هي لعبة رعب قادمة تم إثارة السخرية منها في أكتوبر 2019 وليست تكملة مباشرة لـ أوت لاست 2. إنها تدور حول موضوعات اختبار في تجربة غامضة للحرب الباردة وتدور أحداثها في نفس عالم الألعاب السابقة. قال ديفيد شاتونوف، المؤسس المشارك لشركة ريد بارلز، إن إثبات المفهوم قد اكتمل وفريق اللعبة الآن في وضع التطوير، من المقرر إطلاقه في عام 2021.